# Maltecora divina
Maltecora divina là một loài nhện trong họ Salticidae.
Loài này thuộc chi Maltecora. Maltecora divina được Eugène Simon miêu tả năm 1910.